# Marilyn Crispell
Marilyn Crispell (Philadelphia, 1947. március 30. –) amerikai dzsesszzongorista. 
Marilyn Crispell egyike azon kevés zongoristáknak, akik szembeszállnak a free jazz kihívásával.

## Pályafutása
Crispell hétéves korától tanult zongorázni. A baltimore-i Peabody Music Schoolban klasszikus zongorát tanult, majd a New England Conservatory of Musicon mellette zeneszerzést is. 1968-ban végzett. Néhány év háziasszonykodás és az orvosi pálya után John Coltrane, Cecil Taylor és más kortárs zenészek, mint Paul Bley és Leo Smith felvételein fedezte fel a maga számára a dzsesszt.
Crispell 1977 óta a New York állambeli Woodstockban él, ahol Karl Berger Kreatív Zenei Stúdiójában képezte magát, majd tanított. 1978-ban járt először Európában, a Creative Music Orchestrával. 1981-ben debütált  Anthony Braxton Composition 98 című lemezén. Több mint tíz évig tagja volt Braxton kvartettjének, emellett hamar megjelentek szólólemezei is.
Jeanne Lee-vel dolgozott a Reggie Workman Ensemble-ben. A London Composers Orchestra gyakori vendégeként a Barry Guy New Orchestra és a Henry Grimes Trio tagjaként és a Quartet Noir tagjaként is dolgozik. Felvesz lemezeket Anders Jormin Bortom Quintettel, trióban Lotte Ankerrel és Marilyn Mazurral, valamint duóban David Rothenberggel és Gary Peacockkal.
2006-ban a Vancouveri Kreatív Zenei Intézet igazgatójaként és a Banff Center International Workshop in Jazz-ben is dolgozott. Kortárs zeneszerzők műveit is előadta, és felvette John Cage, Pauline Oliveros, Robert Cogan, Pozzi Escot, Manfred Niehaus és Anthony Davis kompozicióit. Tanfolyamokat vezetett az Egyesült Államok, Európa, Kanada és Új-Zéland egyetemein és központjain. A médiában együttműködött videóművészekkel, filmesekkel, táncosokkal és költőkkel.

## Lemezválogatás
- 1997: Nothing ever was, anyway Annette Peacock emlékére
- 1998: Duo
- 1998: Circles
- 1998: Labyrinth
- 1998: Gryffgryffgryffs; svédországi concert
- 1998: Live in Berlin
- 2000: Live in Zürich
- 2000: After Appleby
- 2000: Santuero
- 2000: For Coltrane
- 2000: Stella Pulsations
- 2000: Gaia
- 2001: Red
- 2001: Natives and aliens (+ Evan Parker)
- 2001: Amaryllis
- 2001: Blue
- 2004: Storyteller
- 2005: Pola (+ Barry Guy)
- 2006: Marilyn Crispell trio + Reggie Workman
- 2008: Vignettes

## Filmek
- 1985: Rising Tones Cross
- 2000: Femmes du Jazz / Women in Jazz
- 2019: The Songpoet
- 2020: Motian in Motion
- 2020: ECM50 | 2000 - Marilyn Crispell (epizód az ECM 51 rövidfilmből álló sorozatában)

## Díjak
- 1981: Down Beat kritikusok  díja
- 2005: Guggenheim-ösztöndíj(wd)

## Fordítás
Ez a szócikk részben vagy egészben  a   Marilyn Crispell című német Wikipédia-szócikk ezen változatának fordításán alapul.  Az eredeti cikk szerkesztőit annak laptörténete sorolja fel. Ez a jelzés csupán a megfogalmazás eredetét és a szerzői jogokat jelzi, nem szolgál a cikkben szereplő információk forrásmegjelöléseként.